# Arslanagića Most
Perovića Most (en serbe cyrillique : Перовића Мост) est un village de Bosnie-Herzégovine. Il est situé sur le territoire de la ville de Trebinje et dans la république serbe de Bosnie. Selon les premiers résultats du recensement bosnien de 2013, il compte 97 habitants.

## Géographie
Le village est situé à l'est de Trebinje, sur les bords de la Trebišnjica (qui débouche pour une partie dans la mer Adriatique et pour une autre dans la Neretva) et à l'est du lac de Trebinje.
Il est entouré par les localités suivantes :
|             | Necvijeće        | Donje Grančarevo |
| Trebinje    | Arslanagića Most | Lastva           |
| Rapti Zupci | Željevo          |                  |

## Histoire
Le pont Perović, qui franchit la rivière Trebišnjica, est une dotation de Mehmed Pacha Sokolović et date du XVIe siècle ; il est aujourd'hui inscrit sur la liste des monuments nationaux de Bosnie-Herzégovine

## Démographie

### Évolution historique de la population dans la localité
| 1948 | 1953 | 1961 | 1971 | 1981 | 1991 | 2013 |
| ---- | ---- | ---- | ---- | ---- | ---- | ---- |
| -    | -    | 304  | 99   | 112  | 118  | 97   |

|  |